# Burak İnce
Burak İnce (Manisa, 20 de enero de 2004) es un futbolista turco que juega en la posición de mediocampista en el Arminia Bielefeld, equipo de la 2. Bundesliga

## Carrera

### Manisaspor
İnce comenzó a jugar al fútbol en Manisaspor en el año 2014 y, después de una temporada, fue transferido a Altınordu a cambio de Mertan Caner Öztürk y Ozan Sol en la temporada 2015-16.

### Altınordu
Fichó por Altınordu el 21 de agosto de 2015. Con tan solo 15 años, İnce debutó en la TFF 1. Lig el 18 de agosto de 2019,  En su primera temporada profesional con Altınordu, jugó en 21 partidos de liga y anotó 2 goles además de dar 1 asistencia. El 14 de septiembre de 2019, marcó 1 gol y asistió a Anıl Koç en el partido jugado contra Eskişehirspor y Altınordu ganó 4-1. Con este gol que anotó, se convirtió en el jugar más joven en marcar en la historia de la TFF 1. Lig
Con su gran actuación a una edad temprana, se rumoreó el seguimiento desde los clubes Bayern Munich, Manchester City y Leicester City. El jugador afirmó que desea jugar en el FC Barcelona.

## Selección nacional
Burak jugó en las selecciones nacionales de Sub-14, Sub-15, Sub-16, Sub-19 y Sub-21 de Turquía .
Aunque fue convocado a la selección Sub-17 en marzo de 2020, no jugó ningún partido ya que los encuentros fueron aplazados por la pandemia del COVID-19 . Fue llamado a la selección Sub-19 en octubre del 2020 y jugó 1 partido.